# ريكس كارول
ريكس كارول (بالإنجليزية: Rex Carroll)‏ هو موسيقي أمريكي، ولد في القرن العشرين في سينسيناتي في الولايات المتحدة.